# Dammsugare

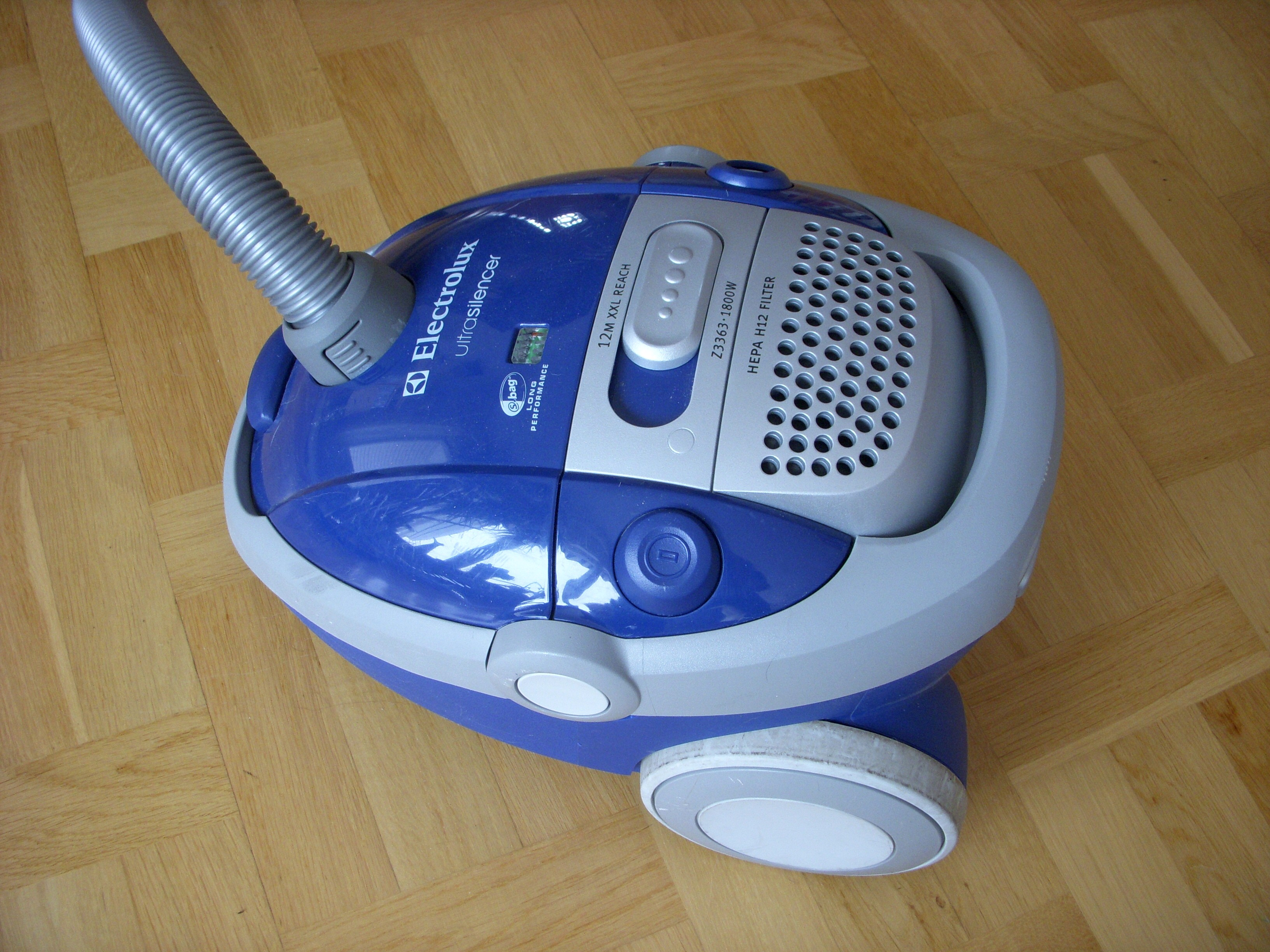
En dammsugare av märket Electrolux från 2012.

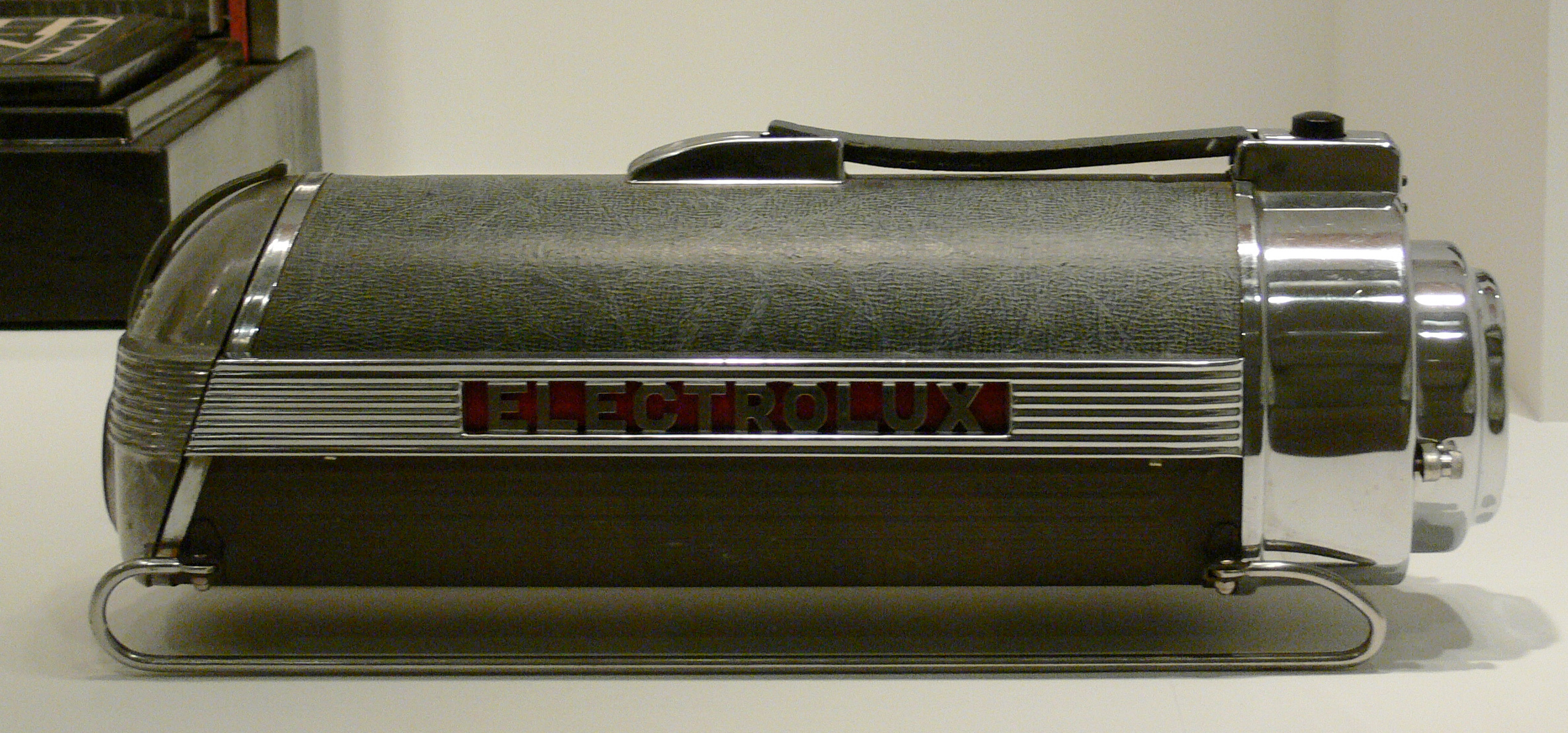
En Electrolux dammsugare från 1937.

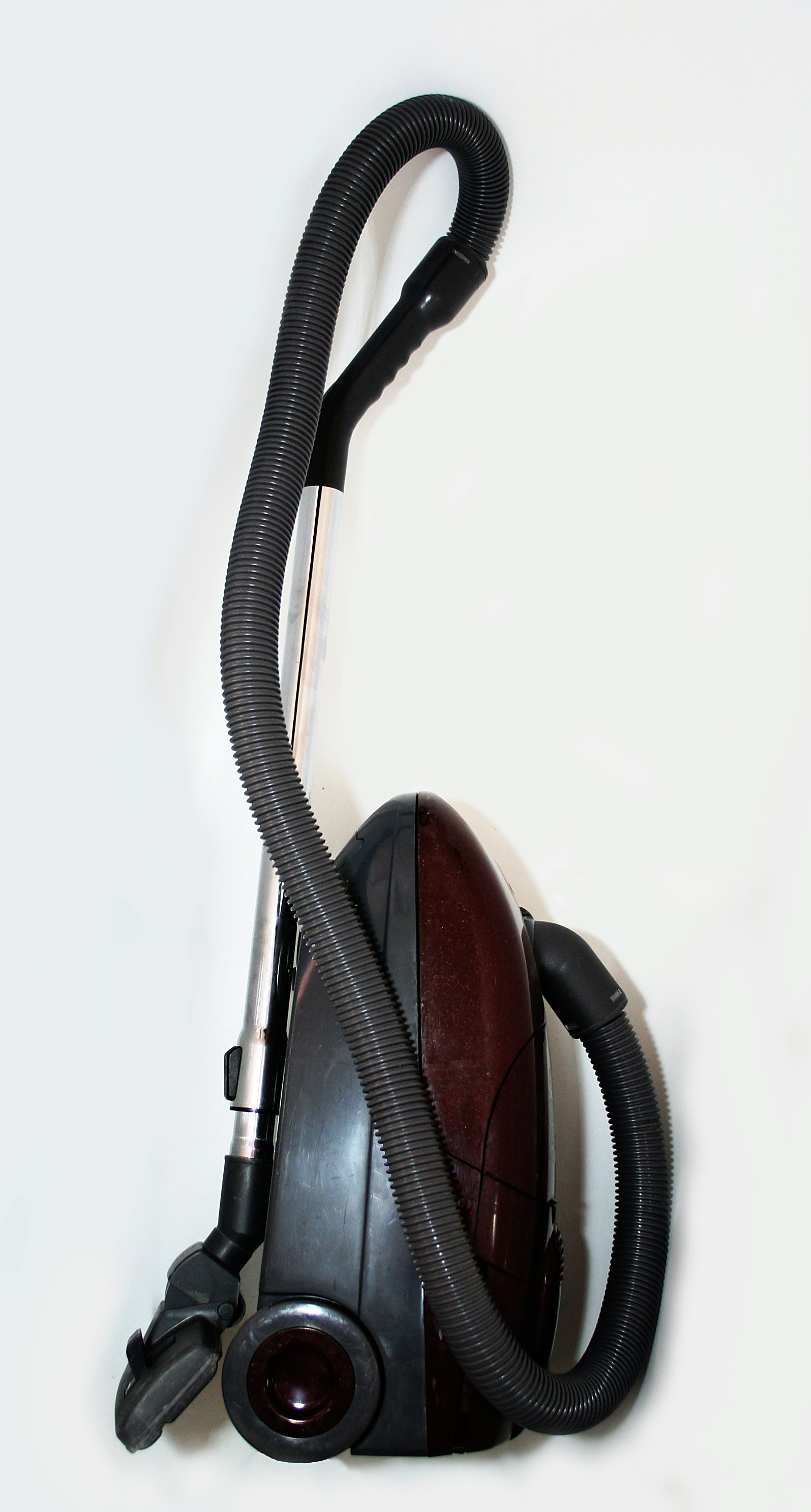
Dammsugare med spiralslang.

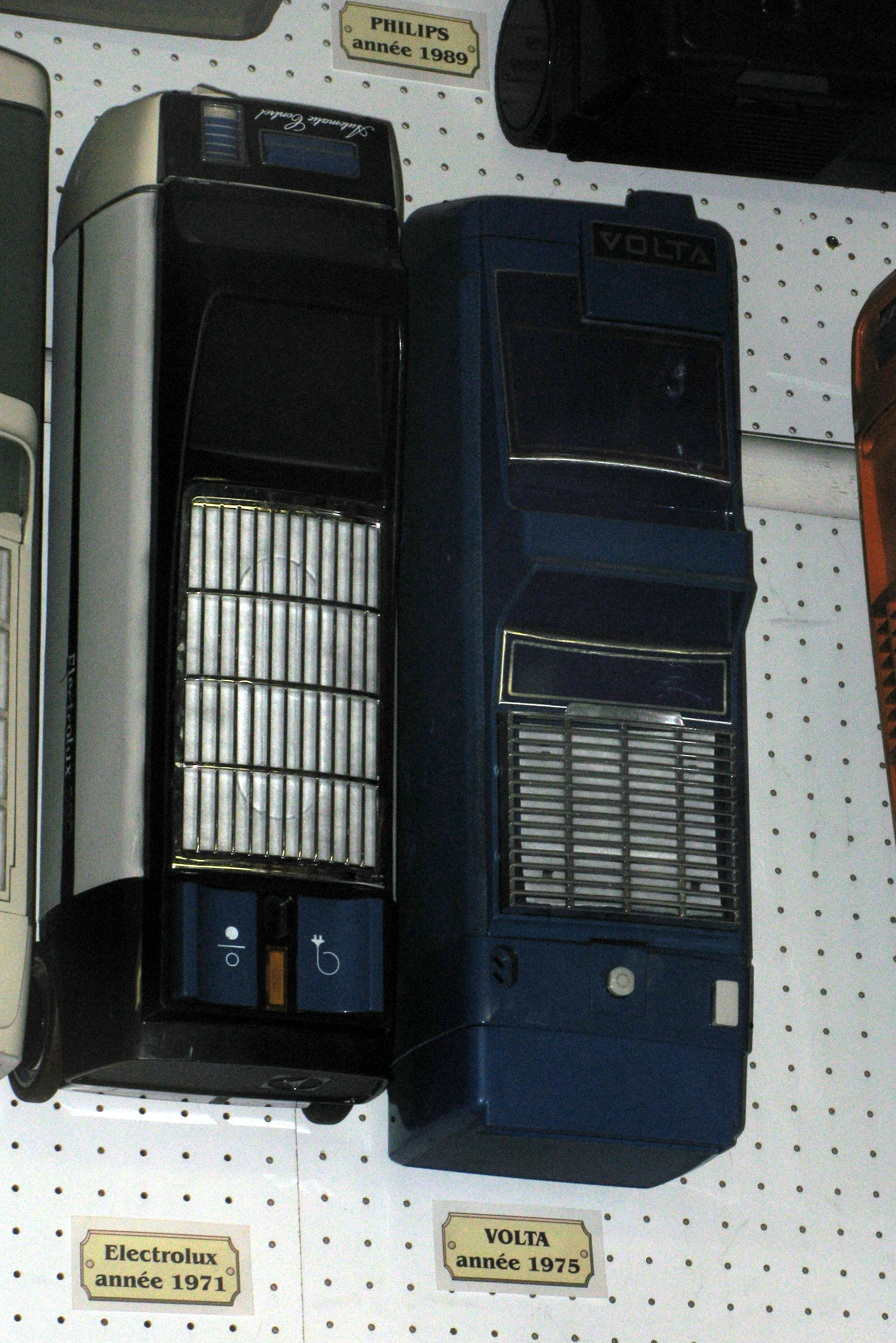
En Electrolux dammsugare från 1971 bredvid en Volta dammsugare från 1975.

Dammsugare är en städapparat som suger upp damm och andra partiklar med hjälp av en luftpump. Dammsugare används inom såväl hushåll som industri. Dammsugare har en slang av typen spiralslang och ett rör som sitter mellan dammsugaren och rengöringsmunstycket. Uppsugna partiklar hamnar i en dammsugarpåse eller annan behållare i dammsugaren, som beroende på modell antingen kan bytas ut eller tömmas och återanvändas när den blir full.

## Historik
Före den elektriska dammsugarens tid så gjordes dammsugningsförsök med olika former av blåsbälgar, drivna med hand- eller fotkraft. Konstruktionerna hade problem med att hålla kvar det uppsugna dammet. Dessutom var dessa otympliga och krävde två personer, varav den ene hanterade bälgen och den andre förflyttade munstycket.
Den första dammsugaren uppfanns år 1868 i USA. Den var stor, klumpig, svår att använda och inte till för hemmet. Utvecklingen gick dock framåt och omkring sekelskiftet 1900 började användbara apparater komma ut på marknaden, inte minst i USA. En svensk, Eberhard Seger, presenterade en mindre lätthanterligare dammsugare för hemanvändning under tidigt 1900-tal. År 1912 började dammsugare serietillverkas och strax därefter erhölls ett svenskt patent på dammsugare av företaget AB Lux, som senare blev Electrolux. De första serietillverkade dammsugarna vägde 14 kg.
I slutet av 1900-talet och början av 2000-talet kom robotdammsugare, som kan arbeta utan att man behöver manövrera dem. Under åren har robotdammsugare vidareutvecklats för att arbeta effektivare, som att inte dammsuga samma ställe flera gånger, kunna ta sig över mattkanter och mindre trösklar, undvika att ramla ned för trappor och att självmant åka till en laddningsstation i närheten. En robotdammsugare fungerar främst som ett komplement till en traditionell dammsugare, eftersom den inte är lika kraftfull och inte kommer åt lika många ställen.

### Sverige
År 1939 tillverkade och introducerade KF hushållsdammsugaren Hugin, som var ett lågprisalternativ till Electrolux. År 1981 såldes verksamheten till Electrolux. Enligt avtalet var dock Electrolux tvungna att fortsätta tillverka dammsugaren så länge som KF önskade.
År 1941 släppte de fyra inköpscentralerna (Hakonbolaget, SV, Eol och NS) en hushållsdammsugare med märket Ica. Den tillverkades av Electrolux och var snarlik en Electroluxdammsugare, men saknade extrafinesser och skilde sig i motoreffekt och pris. Produktionen tog en paus under andra världskriget men återupptogs sedan. År 1951 fasades dammsugaren ut ur Icas sortiment.

## Tillverkare
- Electrolux
- Elektriska AB Volta
- Hugin
- Kärcher
- Miele
- Nilfisk-Advance
- OBH Nordica
- Siemens
- Whirlpool